# Скляренко Іван Олександрович
Іван Олександрович Скляренко (нар. 25 лютого 1995) — український футболіст, захисник футбольного клубу «Дружба».

## Клубна кар'єра
Кар'єру гравця розпочав у футбольному клубі «Обухів», приєднавшись до нього в 2014 році. Наступний рік почав у клубі III ліги Польщі (4 за значущістю дивізіон країни) у складі «Жирардувянки», після чого повернувся до України, де два місяці грав за козинський «Кристал».
Сезон 2015/16 провів у німецькому клубі «Гельб-Вайс-09» (Герліц), що виступав у Оберлізі Нижньої Саксонії, п'ятому за значущістю дивізіоні Німеччини.
Протягом 2016—2019 років Іван виступав за «Чайку» (Петропавлівка-Борщагівка) та вишнівський «Рубікон». З «Чайкою», зокрема, взяв участь у розіграші Другої ліги сезону 2018/19. За підсумком сезону у групі А «Чайка» посіла 8 місце з 10.
У 2019 році також грав у чемпіонаті Київської області, захищаючи кольори «Джуніорс» (Шпитьки).
У сезоні 2019/20 грав за першолігову «Черкащину», яка посіла останнє місце серед команд Першої ліги та покинула дивізіон.
У 2020 році Скляренко повернувся до «Джуніорс», а з січня 2021 року грає у «Ниві» (Бузова).

## Досягнення
- Переможець чемпіонату України серед аматорів: 2016/17
- Володар Кубку України серед аматорів: 2016/17
- Володар Кубку Київської області: 2021
- Фіналіст Меморіалу Чанових (2): 2020, 2021
- Фіналіст Меморіалу Щанова: 2021
- Володар Меморіалу Кірсанова: 2021